# 慕尼黑艺术区

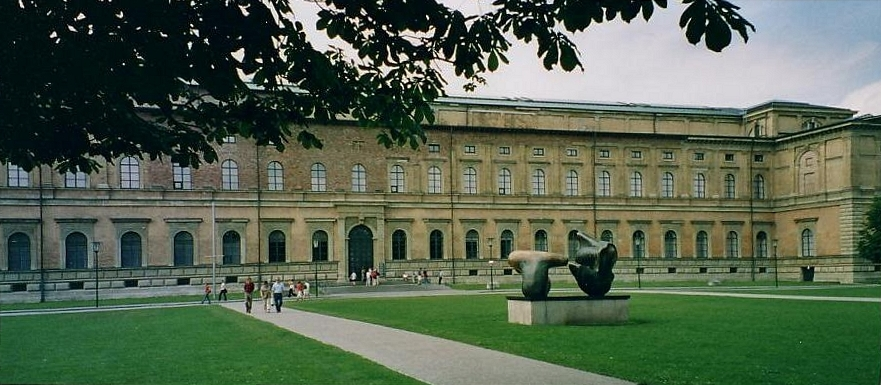
旧美术馆

艺术区（德语：Kunstareal）是德国慕尼黑市中心的一个博物馆区域，包括三大「Pinakotheken」美术馆——老绘画陈列馆（Alte Pinakothek）、新绘画陈列馆（Neue Pinakothek）和现代艺术陈列馆（Pinakothek der Moderne），古代雕塑展览馆（Glyptothek），州立文物博物馆（Staatliche Antikensammlung）专门收集希腊罗马艺术品，伦巴赫美术馆（Lenbachhaus）,未来的私立现代艺术博物馆（Sammlung Brandhorst）。州立埃及艺术博物馆（Staatliche Sammlung für Ägyptische Kunst）也将设在艺术区。该区博物馆的历史开始于1816年，古代雕塑展览馆在国王广场落成，而埃及博物馆的新建筑将于2008年完成。

## 博物馆

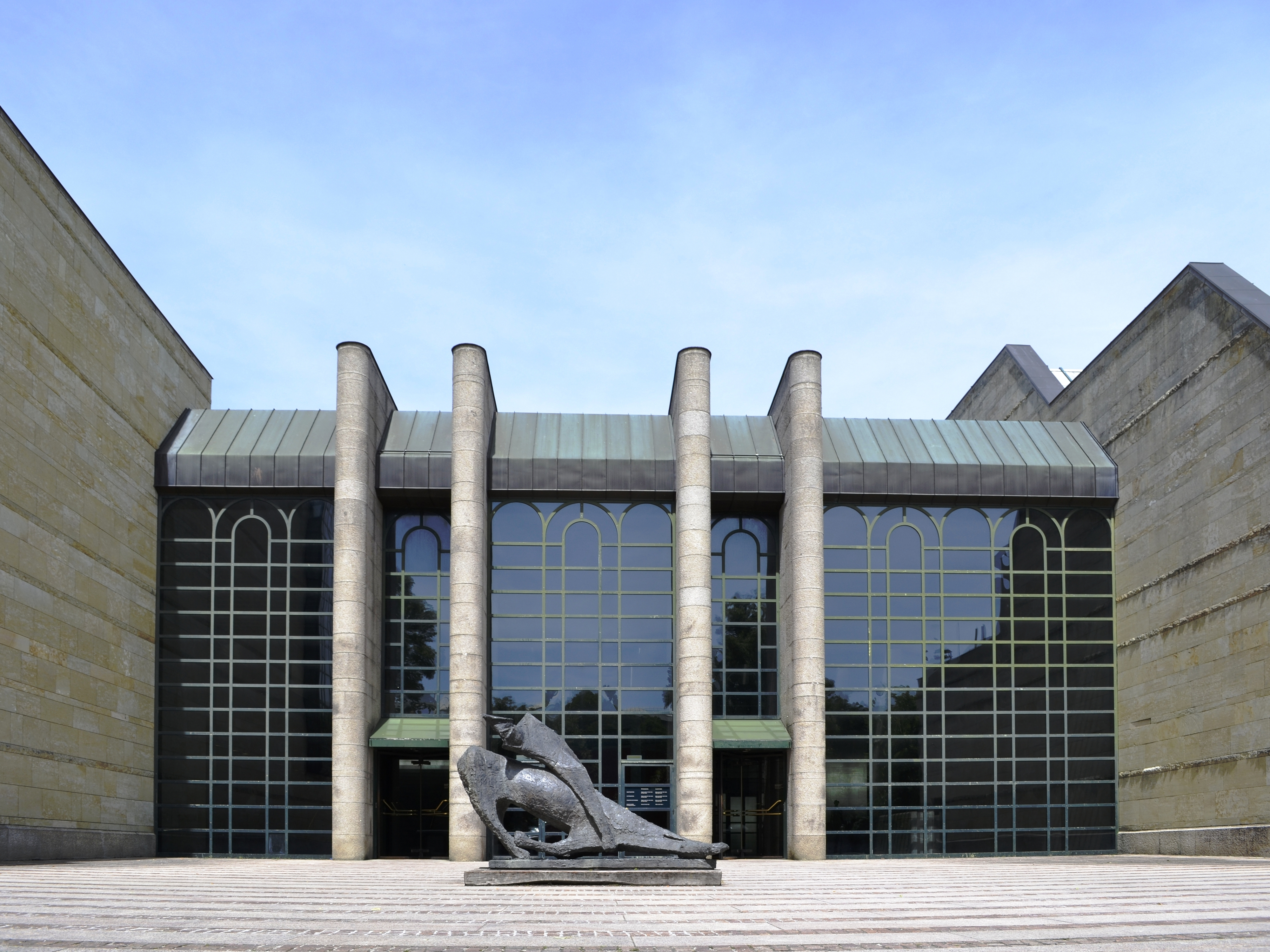
新美术馆

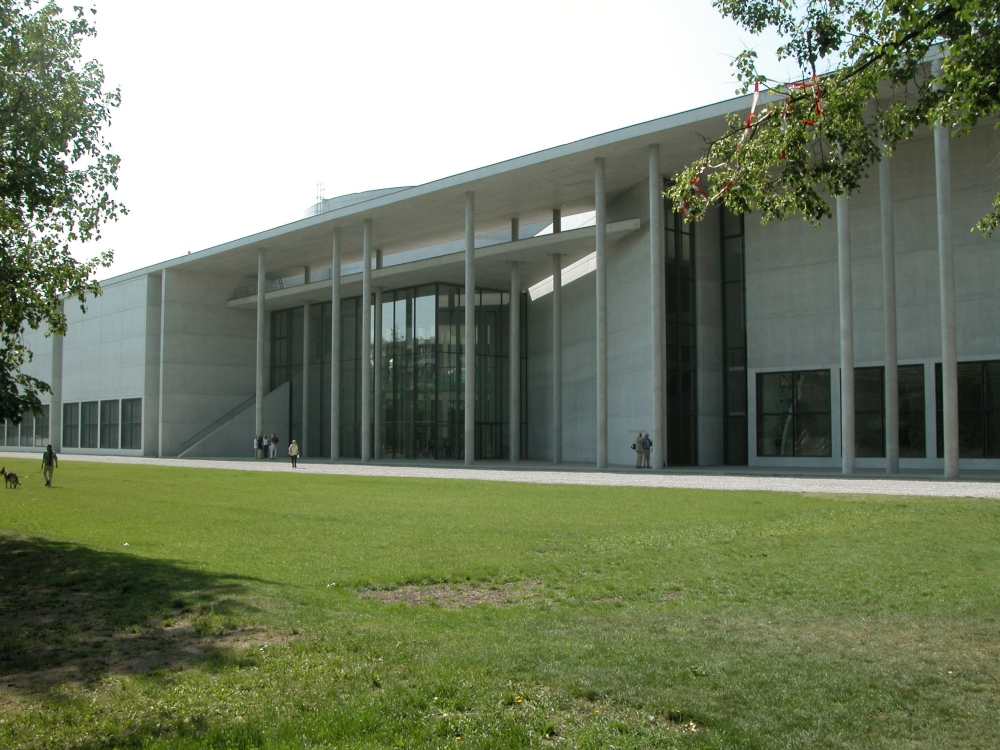
现代艺术馆

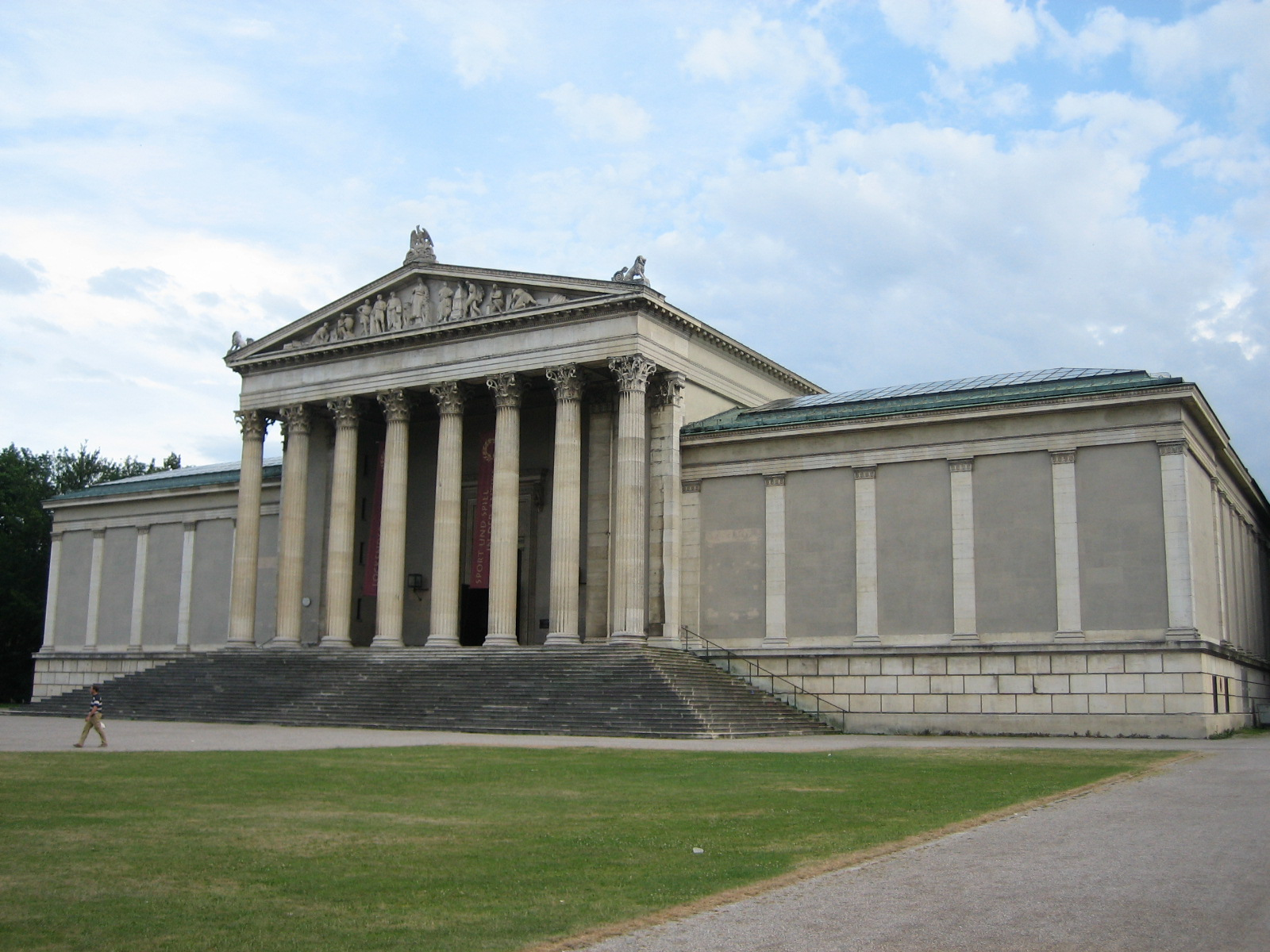
州立文物博物馆

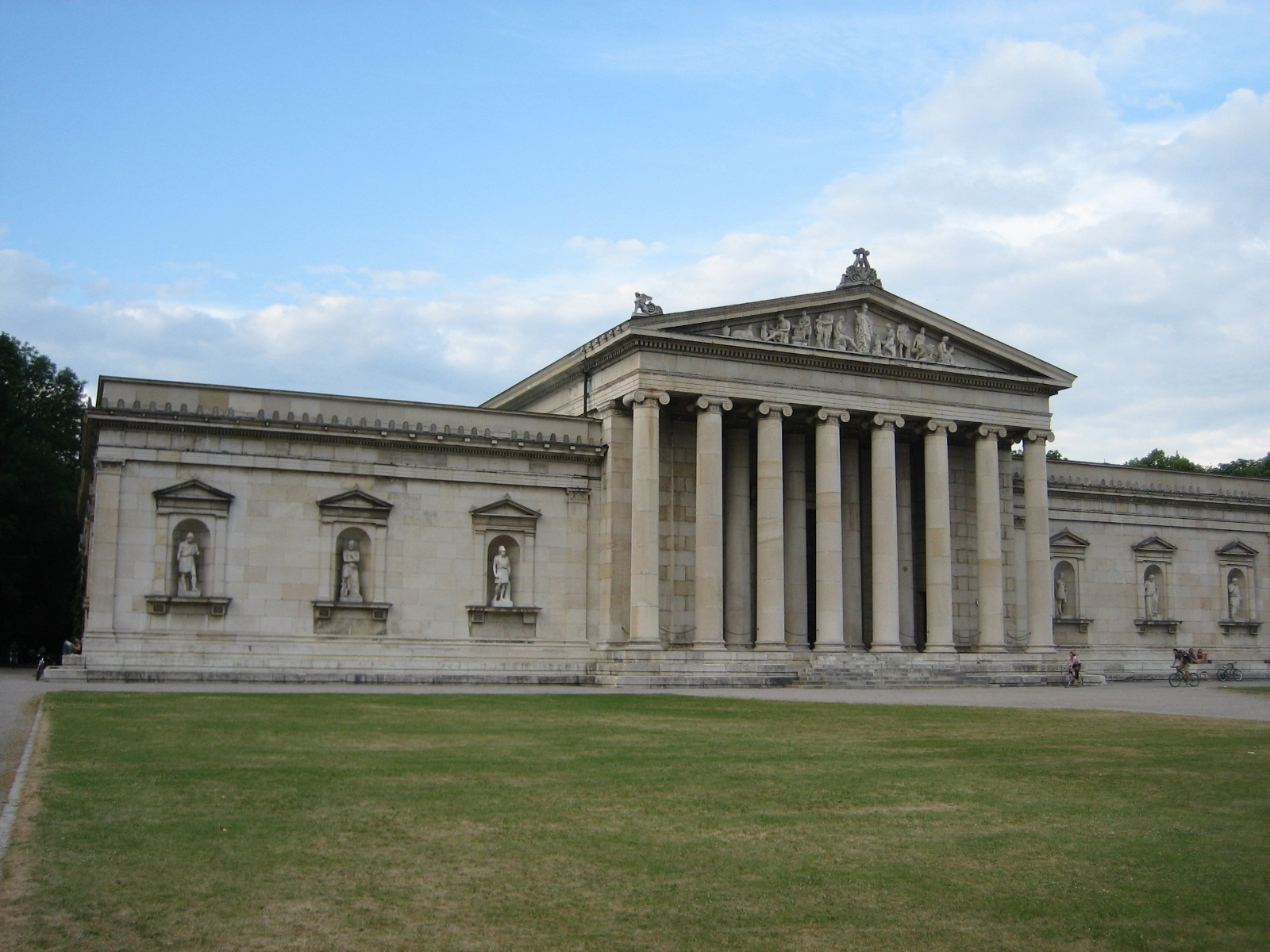
古代雕塑展览馆

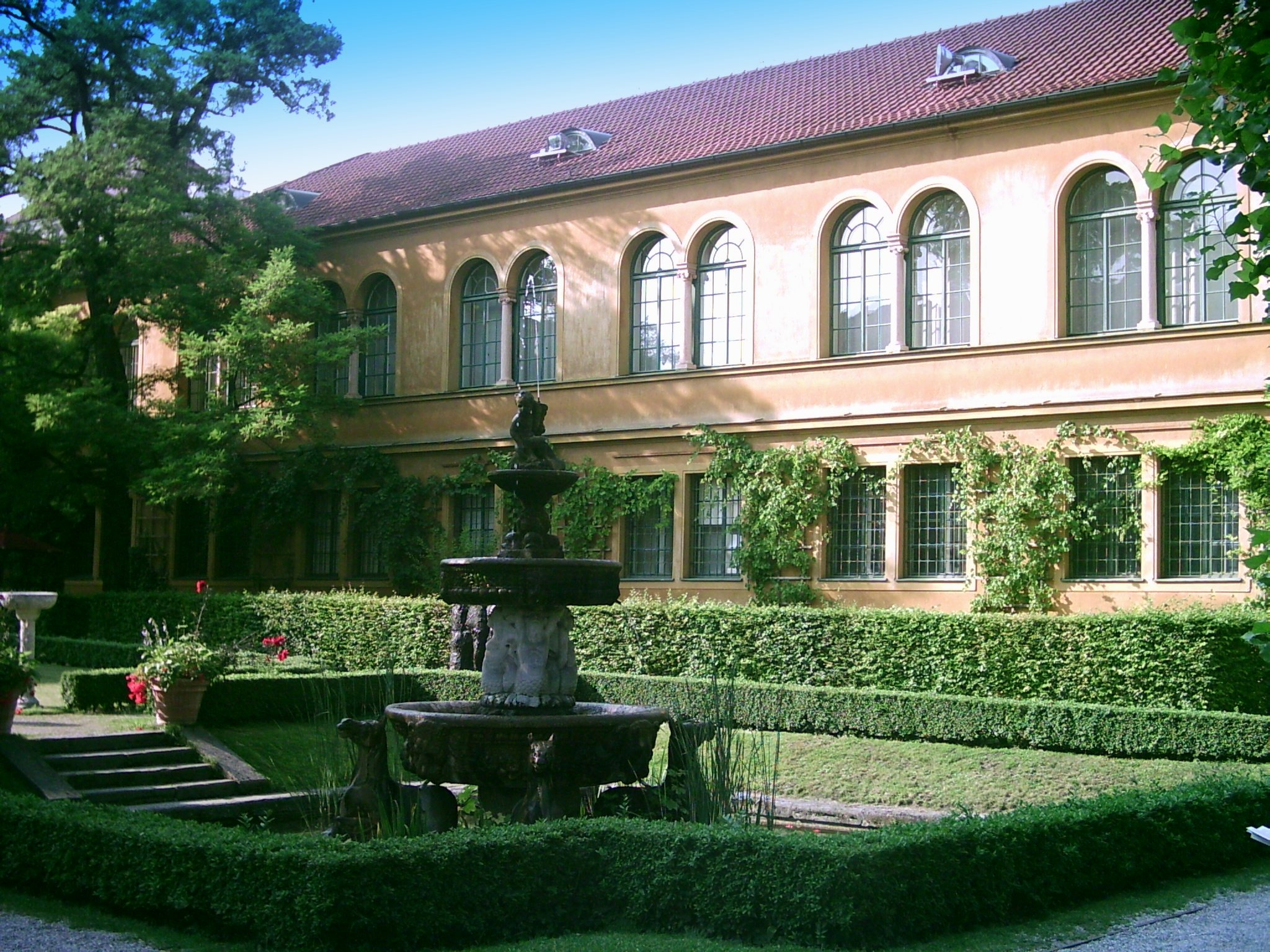
伦巴赫美术馆

老绘画陈列馆  14到18世纪欧洲大师的作品。藏品反映了 Wittelsbachs 4个多世纪兼收并蓄的审美趣味，被按照流派加以分类 2层楼面。重要展品包括阿尔布雷希特·丢勒的自画像,四使徒，拉斐尔的绘画Canigiani Holy Family和Tempi Madonna 以及鲁本斯2层楼高的“审判日”。该美术馆拥有世界上最全面之一的鲁本斯作品收藏。圣母与康乃馨是德国美术馆中唯一的列奥纳多·达·芬奇画作。新绘画陈列馆特别以其全面的印象派绘画作品著称，从皮耶-奥古斯特·雷诺阿、爱杜尔·马奈、克劳德·莫奈、保罗·塞尚、保罗·高更、